# Neri José Tondello
Dom Neri José Tondello (Antônio Prado, 24 de março de 1964) é bispo brasileiro da Igreja Católica Romana, ordinário da Diocese de Juína, no Estado do Mato Grosso.

## Biografia
Nasceu em 24 de março de 1964, no município de Antônio Prado, Rio Grande do Sul, filho de Antônia Maria Martello e Mário Aquiles Tondello. Formou-se em Filosofia na Universidade de Caxias do Sul e obteve licenciatura plena em Teologia pela Pontifícia Universidade Católica do Rio Grande do Sul. É mestre em Filosofia e Teologia e possui doutorado em Doutrina Social da
Igreja pela Universidade de Granada, Espanha.
Foi ordenado presbítero em 18 de abril de 1993, na Diocese de Caxias do Sul. Como presbítero, exerceu as seguintes funções: vigário paroquial na Paróquia Sagrado Coração de Jesus, em Antônio Prado, RS (1993-1998); assistente do curso propedêutico do Seminário Diocesano, no Santuário Diocesano Nossa Senhora de Caravaggio, em Farroupilha, RS (1999-2001); vice-reitor do Seminário Maior São Lucas em Viamão, RS (2002); reitor do Seminário Maior Sâo José e Maria Mãe da Igreja, Caxias do Sul, RS (2003); reitor do Seminário Maior Sagrado Coração de Jesus da Diocese de Juína, Várzea Grande, MT (2004-2008); diretor espiritual do Seminário São João Maria Vianey, em Várzea Grande, MT; diretor espiritual do Seminário Bom Pastor, em Várzea Grande; professor de Filosofia, Sociologia, Ética, Doutrina Social da Igreja e Teologia Moral no SEDAC; vigário paroquial nas comunidades da Arquidiocese de Cuiabá, Paróquia São Gonçalo e Paróquia Nossa Senhora da Guia.
Em 12 de novembro de 2008, o Papa Bento XVI o nomeou bispo da Diocese de Juína, diocese esta que se encontrava vacante desde a morte repentina de seu primeiro bispo, Dom Franco Dalla Valle, SDB, no ano anterior, e estava sob os cuidados de Dom Milton Antônio dos Santos, SDB, arcebispo de Cuibá. Sua ordenação episcopal foi celebrada em sua terra natal pelo Bispo Diocesano de Caxias do Sul, Dom Nei Paulo Moretto, com a colaboração de Dom Milton Santos e Dom Dadeus Grings, então arcebispo de Porto Alegre, no dia 11 de janeiro de 2009. Monsenhor Tondello era, na época, aos 44 anos de idade, o bispo mais jovem do Brasil. Tondello tomou posse de sua diocese em 15 de fevereiro de 2009.
Em 28 de maio de 2011, foi eleito secretário do Regional Oeste 2 da Conferência Nacional dos Bispos do Brasil (CNBB). Em 2015, na 54ª assembleia nacional da conferência, foi eleito presidente do mesmo regional para o quadriênio 2015-2019. Em 2019, foi eleito segundo presidente da Comissão Episcopal para a Comunicação.
Logo após se tornar presidente, em junho de 2015, Dom Neri convidou a comunidade católica a ir até a Câmara de Vereadores de Cuiabá para protestar contra a "ideologia de gênero" no projeto que instituía o Plano Municipal de Educação. O projeto de lei, de autoria do Poder Executivo, precisava do aval dos vereadores para ser colocado em prática. Duas emendas foram então aprovadas para excluir as expressões "ideologia de gênero", "diversidade sexual" e "orientação sexual" contidas em dois artigos do plano.
Em março de 2018, o Papa Francisco o nomeou membro do conselho de preparação para o Sínodo Extraordinário da Amazônia, que se realizou em outubro do ano seguinte, com o objetivo de discutir e repensar o papel da Igreja Católica em defesa da Amazônia. Dom Neri se destacou por sua defesa à preservação do meio ambiente, às comunidades aborígenes e e ribeirinhas.
Em julho de 2020, foi signatário de uma carta contra o governo Bolsonaro por seu descaso pela crise sanitária causada pela pandemia de covid-19.